# Лагерлёф, Сельма
Се́льма Отти́лия Лови́за Ла́герлёф (швед. Selma Ottilia Lovisa Lagerlöf) (20 ноября 1858[…], Эстра-Эмтервик[…] — 16 марта 1940[…], Эстра-Эмтервик) — шведская писательница, первая женщина, получившая Нобелевскую премию по литературе (1909), и третья, получившая Нобелевскую премию (после Марии Кюри и Берты Зуттнер).

## Биография

### Детство и юность

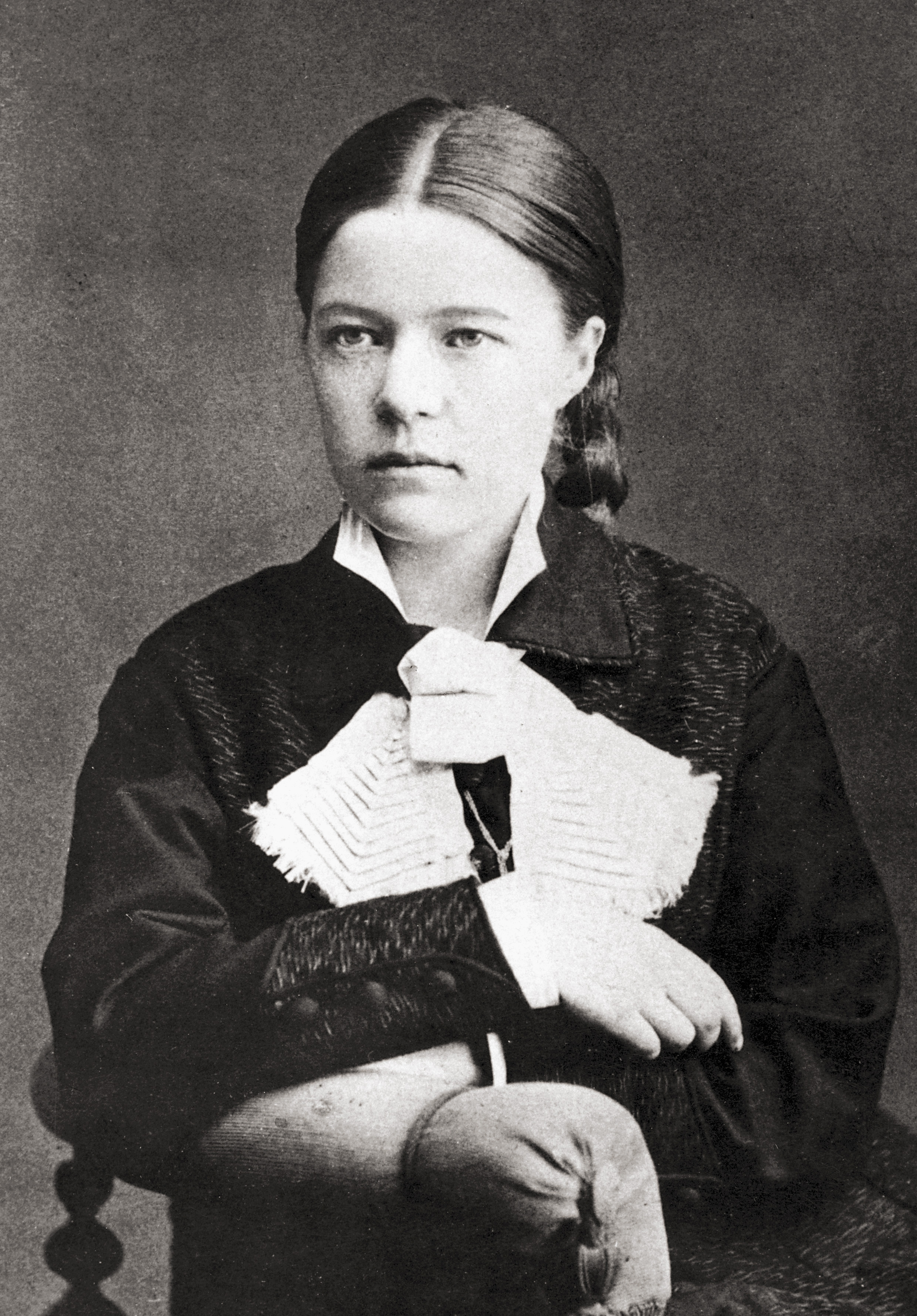
Сельма Лагерлёф (1881)

Сельма Оттилия Ловиза Лагерлёф родилась 20 ноября 1858 года в родовой усадьбе Морбакка (швед. Mårbacka, лен Вермланд). Отец — Эрик Густав Лагерлёф (1819—1885), отставной военный, мать — Элизабет Ловиса Вальрот (1827—1915), учительница. Величайшее влияние на развитие поэтического дарования Лагерлёф оказала среда её детства, проведённого в одной из самых живописных областей центральной Швеции — Вермланде. Сама же Морбакка — одно из ярких воспоминаний детства писательницы, она не уставала описывать её в своих произведениях, особенно в автобиографических книгах «Морбакка» (1922), «Мемуары ребёнка» (1930), «Дневник» (1932).
В трёхлетнем возрасте будущая писательница тяжело заболела. Она была парализована и прикована к постели. Девочка сильно привязалась к своим бабушке и тёте Нане, которые знали множество сказок, местных преданий и родовых хроник и постоянно рассказывали их больной девочке, лишённой других детских развлечений. Сельма тяжело пережила смерть бабушки в 1863 году, много позже она вспоминала: тогда ей казалось, «будто захлопнулась дверь в целый мир, прекрасный заколдованный мир…» Утешение девочка нашла в чтении.
В 1867 году Сельма переехала в Стокгольм, где после курса лечения в специальной клинике снова смогла ходить. Уже в это время она мечтала стать писательницей. В автобиографической новелле «Сказка о сказке» (1908) Лагерлёф описала свои попытки детского творчества. Но вскоре Сельма должна была задуматься о том, как зарабатывать на жизнь. Семья к тому времени совсем обеднела. Не последнюю роль в разорении Лагерлёфов сыграли алкоголизм и пристрастие к азартным играм главы семейства. Сельма острее всех из семьи переживала падение отца. В 1881 году, против его воли, Сельма покинула родной дом и поступила в лицей в Стокгольме, чтобы подготовиться к учёбе в высшей учительской семинарии. Семинарию Лагерлёф окончила в 1884 году.
В том же году она стала учительницей в школе для девочек в Ландскруне, небольшом городе на юге Швеции. В 1885 году умер отец, а в 1888 году Морбакка была продана за долги, и в усадьбе поселились чужие люди.

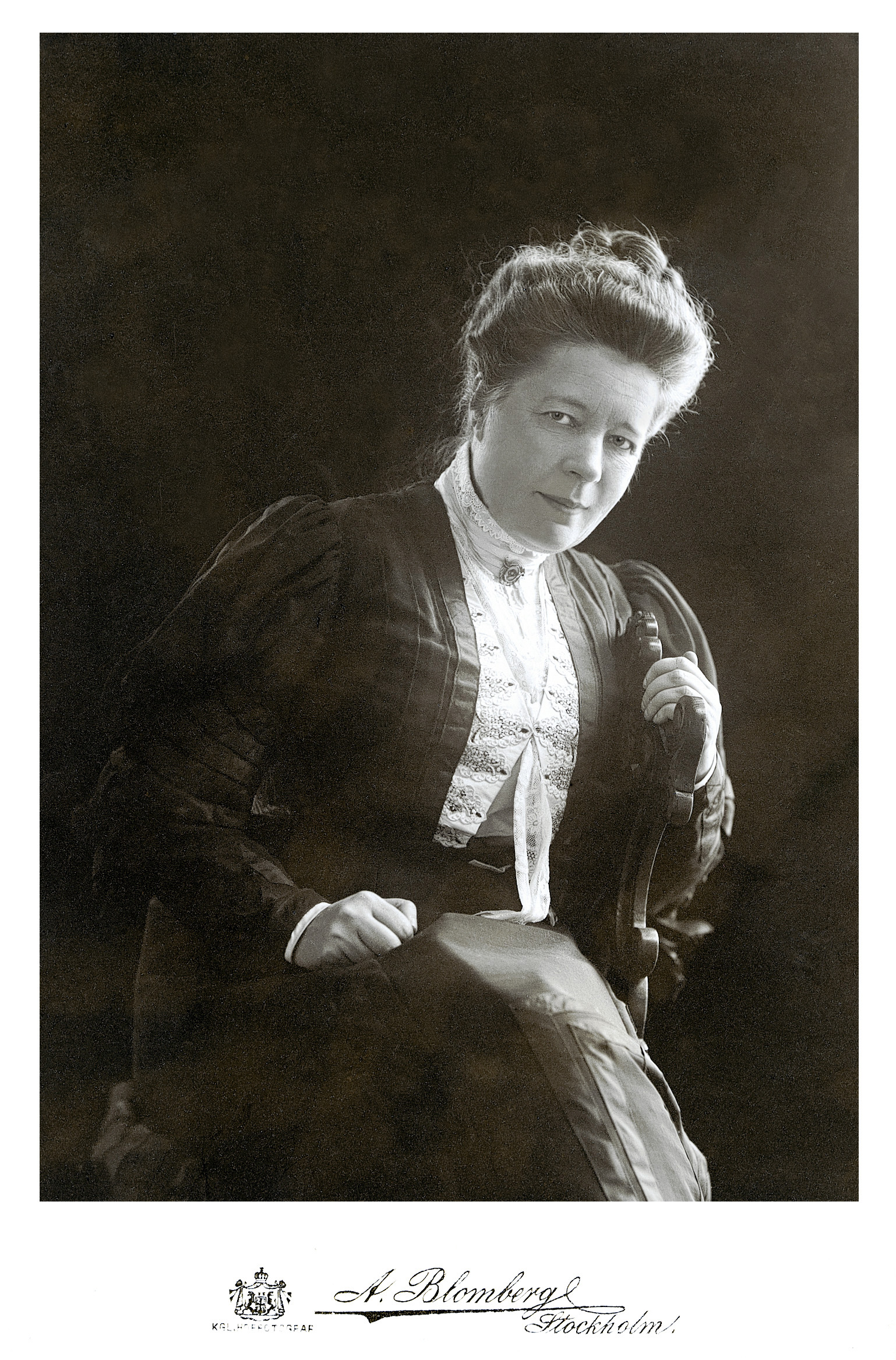
Сельма Лагерлёф (1906)

### Начало литературного творчества
В колледже талантливая девушка стала популярной благодаря своим стихам, несколько её сонетов были опубликованы в журнале Dagny, издававшемся крупнейшим теоретиком женского движения Софи Адлерспарре. Адлерспарре, видя, что поэзия Сельмы не имела успеха у читателей, посоветовала той обратиться к прозе и помогла ей с первым романом, «Сагой о Йёсте Берлинге».
В Ландскруне с 1881 по 1891 год Сельма работала над своим первым произведением — романом «Сага о Йёсте Берлинге». Действие романа происходит в 20-х годах XIX столетия в Вермланде. В его основу положены истории о похождениях местных кавалеров. В 1880-е годы реализм в литературе начинает сменяться неоромантическим направлением, в произведениях которого воспевалась жизнь дворянских усадеб, патриархальная старина, земледельческая культура, противопоставлявшаяся городской (промышленной). Это направление было патриотическим, крепко державшимся земли и её живых традиций. Именно в этом ключе и был написан роман начинающей писательницы.
Весной 1890 года газета «Идун» объявила конкурс на произведение, которое заинтересовало бы её читателей. В августе этого же года Лагерлёф отослала в газету несколько глав ещё не оконченного произведения и выиграла конкурс. Получив премию, Лагерлёф обрела возможность завершить роман (долгие годы она была вынуждена делить своё время между работой и творчеством). Полностью «Сага о Йёсте Берлинге» была опубликована в 1891 году. Книга была замечена датским критиком Георгом Брандесом и получила широкое признание. Отказавшись от точного копирования действительности и природы, Лагерлёф отдала дань фантазии, сказочности и обратилась к прошлому; она создала мир, полный празднеств, романтики и красочных приключений. Большинство эпизодов романа, построенного как цепь отдельных историй, основаны на легендах Вермланда, известных писательнице с детства.
В последующий период писательница продолжала работать в сказочной манере, публикуя основанные на фольклорном материале, главным образом на народных легендах, сборники новелл «Невидимые узы» (1894), «Королевы из Кунгахеллы» (1899), романы «Предание о старом поместье» (1899), «Деньги господина Арне» (1904). Несмотря на зло, проклятья, тяготеющие над многими людьми, основная сила, движущая миром, по Лагерлёф, — доброта и любовь, которые побеждают благодаря вмешательству высшей силы, откровения или даже чуда. Это особенно проявляется в сборнике новелл «Легенды о Христе» (1904).
Некоторые философские, религиозные и моральные проблемы писательница рассматривает на ином материале. В 1895 году Лагерлёф оставила службу и всецело посвятила себя литературному творчеству. В 1895—1896 годах она посетила Италию, в которой происходит действие её романа «Чудеса антихриста» (1897). В романе «Иерусалим» (1901—1902) в центре повествования консервативные крестьянские традиции шведской Даларны и их столкновение с религиозным сектантством. Судьба крестьянских семей, которые под давлением руководителей секты отрываются от родной земли и переселяются в Иерусалим, чтобы там ожидать конца света, с глубоким сочувствием изображается писательницей.

### Вершина литературного творчества и мировое признание
Центральное произведение Сельмы Лагерлёф — сказочная книга «Чудесное путешествие Нильса Хольгерссона по Швеции» (швед. Nils Holgerssons underbara resa genom Sverige) (1906—1907) вначале задумывалась как учебная. Написанная в духе демократической педагогики, она должна была в увлекательной форме рассказать детям о Швеции, её географии и истории, легендах и культурных традициях.
Книга построена на народных сказках и легендах. Географические и исторические материалы скреплены здесь сказочной фабулой. Вместе со стаей гусей, ведомой старой мудрой Аккой с Кебнекайсе, на спине гуся Мартина Нильс путешествует по всей Швеции. Но это не просто путешествие, это и воспитание личности. Благодаря встречам и событиям во время путешествия в Нильсе Хольгерсоне просыпается доброта, он начинает волноваться о чужих несчастьях, радоваться успехам другого, переживать чужую судьбу, как свою. В мальчике появляется способность сопереживать, без которой человек — не человек. Защищая и спасая своих сказочных попутчиков, Нильс полюбил и людей, понял горе своих родителей, трудную жизнь бедняков. Из путешествия Нильс возвращается настоящим человеком.
Книга получила признание не только в Швеции, но и во всём мире. В 1907 году Лагерлёф была избрана почётным доктором Уппсальского университета, в 1914 году первой из женщин вошла в состав Шведской академии.
В 1909 году писательнице была вручена Нобелевская премия по литературе «как дань высокому идеализму, яркому воображению и духовному проникновению, которые отличают все её произведения».

### Зрелое творчество
Нобелевская премия позволила Лагерлёф выкупить её родную Морбакку, куда она переезжает и где живёт уже до конца жизни. На родине появляется новый роман из жизни людей Вермланда «Дом Лильекруны» (1911), новые новеллы, сказки, легенды, собранные в сборниках «Тролли и люди» (1915, 1921), антимилитаристский роман «Изгнанник» (1918), сказочно-фантастическая повесть «Возница» (1912). Самое значительное произведение этого периода — роман «Император Португальский» (1914), рисующий жизнь бедняка-торпаря, в результате психологической травмы возомнившего себя императором. Единственное, что связывает его с реальностью, — это любовь к дочери, заполняющая всё его существо. Этой любовью спасается он сам, спасается и его заблудшая дочь.
В 1915 году в журнале «Нива» был опубликован рассказ «Камень на озере Роттердаме». Перевод Благовещенской М. П.
Последнее крупное произведение Лагерлёф — трилогия о Лёвеншёльдах: «Перстень Лёвеншёльдов» (1925), «Шарлотта Лёвеншёльд» (1925) и «Анна Сверд» (1928). Это роман, посвящённый истории одной семьи на протяжении пяти поколений. Действие начинается около 1730 года и заканчивается в 1860 году. Но роман Лагерлёф отличается от традиционной европейской семейной хроники. Не стал он и историческим, история является для него только фоном. И история, и семейная жизнь Лёвеншёльдов преображаются в присущем Лагерлёф духе в цепь таинственных происшествий, роковых предзнаменований и тяготеющих над людьми проклятий. Но как всегда у Лагерлёф, добро и справедливость побеждают зло, и на этот раз — даже без вмешательства высших сил, силой доброты и воли героев — Карла-Артура Экенстедта, Шарлотты Лёвеншёльд и Анны Сверд.
Перед началом Второй мировой войны в нацистской Германии её приветствовали как «нордическую поэтессу», однако стоило Лагерлёф начать помогать немецким писателям и деятелям культуры спасаться от нацистских преследований, германское правительство резко её осудило. За год до смерти Лагерлёф помогла оформить шведскую визу еврейской-немецкой поэтессе Нелли Закс и её матери, чем спасла её от нацистских лагерей смерти.
С началом советско-финской войны Лагерлёф подписала телеграмму, обращённую к интеллигенции США, с призывом выступить против попытки СССР захватить Финляндию. Лагерлёф пожертвовала свою золотую нобелевскую медаль Шведскому национальному фонду помощи Финляндии. Правительство нашло необходимые средства другим способом, а медаль была возвращена Лагерлёф.
После продолжительной болезни Лагерлёф умерла от перитонита в своём доме в Морбакке в возрасте 81 года.

### Личная жизнь
Сельма Лагерлёф была лесбиянкой. На протяжении жизни она поддерживала отношения со шведской политической деятельницей, суфражисткой Вальборг Оландер и писательницей Софи Элькан, с которой познакомилась в 1894 году. Связь Лагерлёф и Оландер, длившаяся в общей сложности 40 лет, задокументирована в любовной переписке. В то же время П. У. Энквист отмечает, что, по его мнению, из текстов Лагерлёф ничего нельзя извлечь относительно её сексуальной ориентации.

## В кинематографе
В мини-сериале «Сельма» (2008) роль Сельмы Лагерлёф исполнила шведская актриса Хелена Бергстрём.

## Память

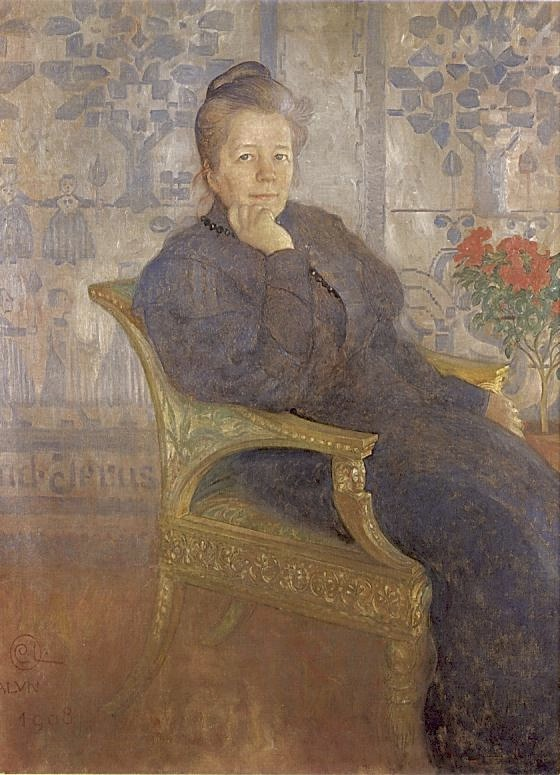
Сельма Лагерлёф, портрет Карла Ларссона, 1908

- В память о писательнице в 1947 году в Гамбурге в районе Веллингсбюттель улицу Buchenweg переименовали в Lagerlöfstrasse.
- В Иерусалиме есть улица, названная в честь писательницы: Ma’alot Selma Lagerloef St. (ивр. מעלות סלמה לגרלף‎)
- В 1959 году была выпущена почтовая марка СССР, посвящённая писательнице.
- В её честь в 1985 году назван кратер Лагерлёф на Венере.
- Портрет Лагерлёф изображён на банкноте 20 шведских крон образца 1991 года. На другой стороне этой банкноты изображён Нильс верхом на гусе.
- В шведском городе Фалун установлен памятник писательнице.
- В её доме создан музей.
- Удостоена золотой медали за выдающиеся заслуги в шведской культуре — Иллис Кворум (1927).
- В Швеции в 1996 г выпущена монета 5 крон Медь-Алюминий-Цинк-Олово, 36 мм, 19,7 г https://www.gcoins.net/coins/big/c39658_a.jpg.
- Песня "Сельма Лагерлёф" из альбома "Выход в город" исполнителя Noize MC.

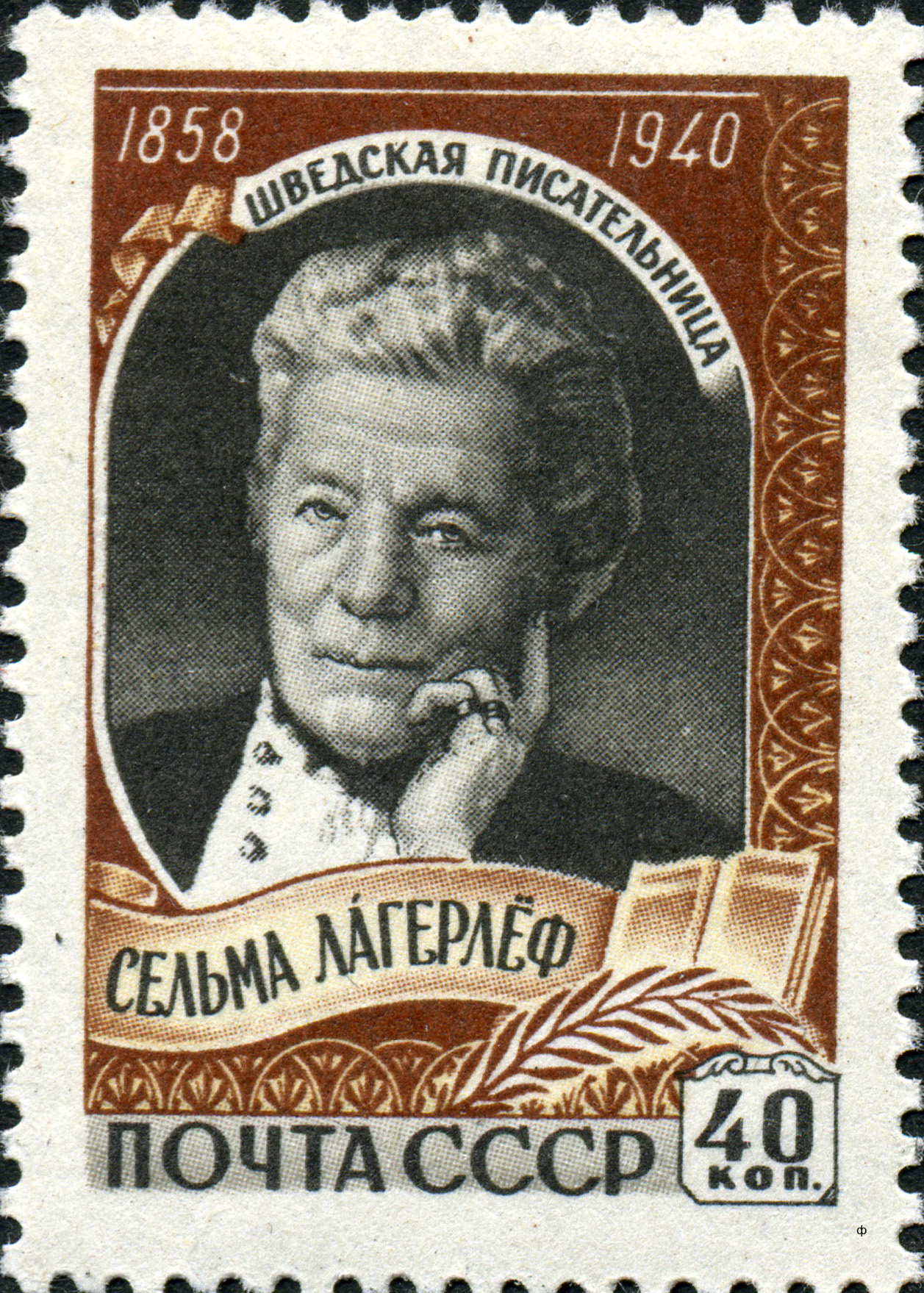
Почтовая марка СССР, 1958

## Сочинения

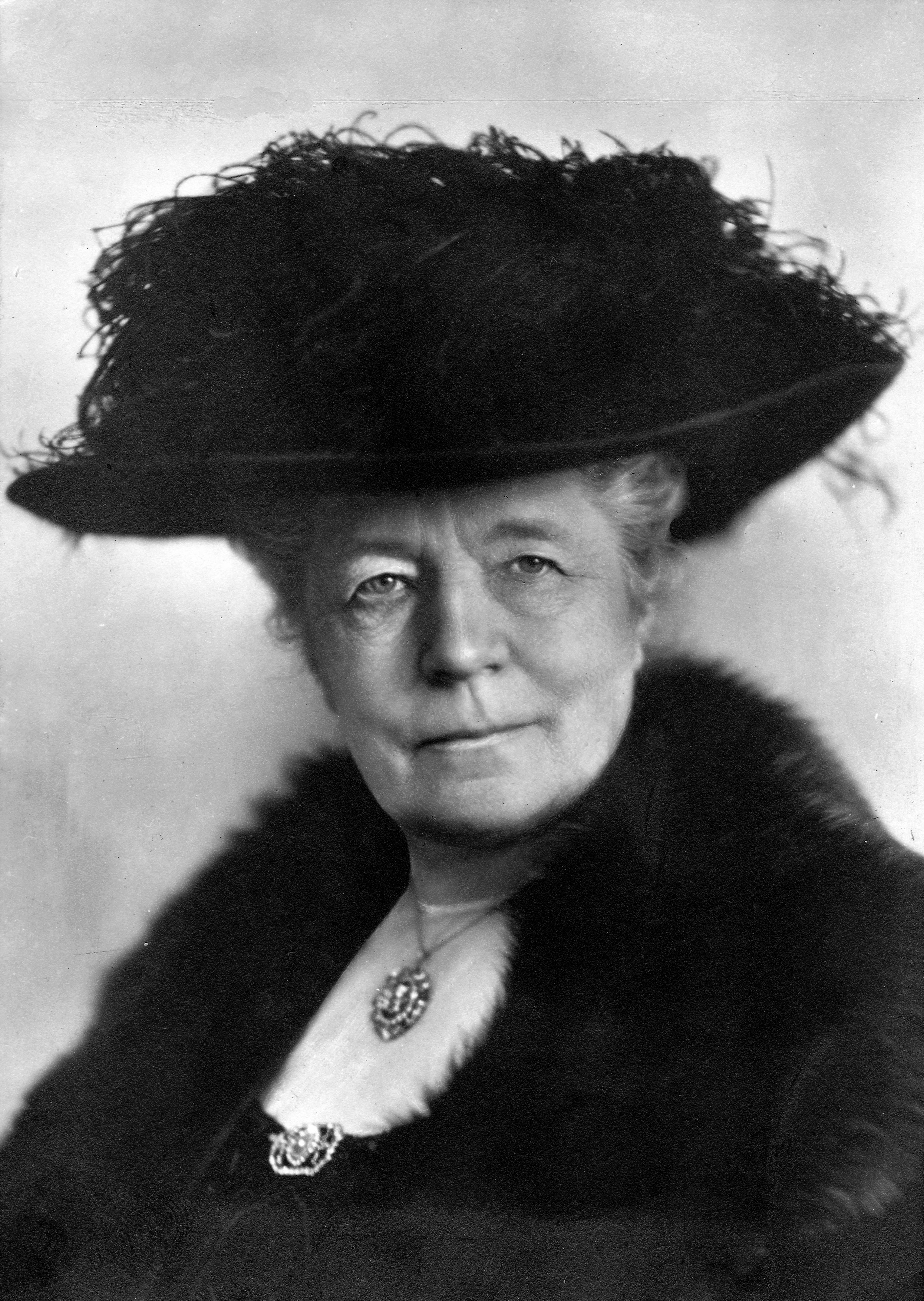
Сельма Лагерлёф (1928)

- «Сага о Йёсте Берлинге» (Gösta Berlings saga, 1891).
- «Невидимые узы» (Osynliga länkar, 1894).
- «Чудеса Антихриста» (Antikrists mirakler, 1897).
- «Королевы (из) Кунгахеллы» (Drottningar i Kungahälla, 1899).
- «Предание о старом поместье» (En herrgårdssägen, 1899).
- «Иерусалим» (Jerusalem, т. 1. В Далекарлии, 1901; т. 2. В Палестине, 1902).
- «Деньги господина Арне» (Herr Arnes penningar, 1904).
- «Легенды о Христе» (Kristuslegender, 1904).
- «Чудесное путешествие Нильса Хольгерссона по Швеции» (Nils Holgerssons underbara resa genom Sverige, т. 1-2, 1906—1907).
- «Сказка о сказке и другие сказки» (En saga om en saga och andra sagor, 1908).
- «Дом Лильекруны» (Liljecronas hem, 1911).
- «Возница» (Körkarlen, 1912).
- «Император Португальский» (Kejsarn av Portugallien, 1914).
- «Тролли и люди» (Troll och människor, т. 1-2, 1915—1921).
- «Отступник» (Bannlyst, 1918).
- «Морбакка» (Mårbacka, 1922).
- «Перстень Лёвеншёльдов» (историческая трилогия):
  - «Перстень Лёвеншёльдов» (Löwensköldska ringen, 1925).
  - «Шарлотта Лёвеншёльд» (Charlotte Löwensköld, 1925).
  - «Анна Свэрд» (Anna Svärd, 1928).
- «Мемуары ребёнка» (Ett barns memoarer, 1930).
- «Дневник» (Dagbok för Selma Ottilia Lovisa Lagerlöf, 1932).

### Издание собраний сочинений в русском переводе
- Полное собрание сочинений в 12 томах. — М.: изд. Саблина, 1910—1911.
- Собрание сочинений в 4 томах. — Л.: Художественная литература, Ленинградское отделение, 1991—1993. — 150 000 экз.
- Собрание сочинений в 4 томах. — М.: Книжный Клуб Книговек, Терра, 2015.